# Jakus Lajos
Jakus Lajos (Tóváros, 1915 január 20. – Penc, 2004. augusztus 18.) magyar helytörténész, művelődéstörténész, tanár, Petőfi-kutató.

## Életrajza

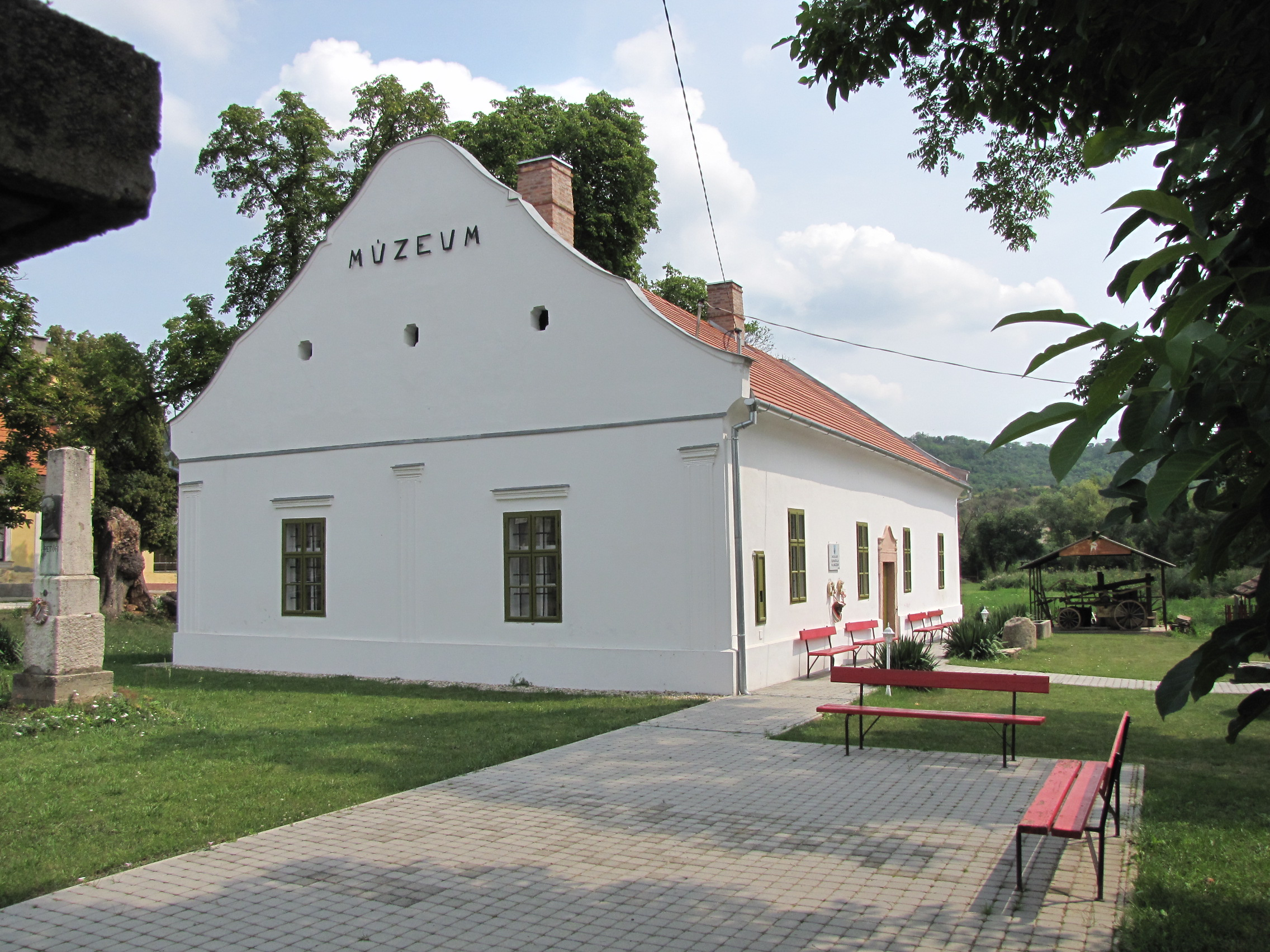
A Jakus Lajos által alapított és róla elnevezett múzeum épülete Pencen.

Jakus Lajos 1915-ben született Tóvároson. Édesapja Jakus Imre tanító volt. Édesanyját  hároméves korában vesztette el. Iskoláit Tatán és Sopronban végezte.  1935-ben a soproni Evangélikus Tanítóképzőben szerzett oklevelet. 1937-től 1939-ig katona volt. 1939 márciusától 1945 májusáig levita kántortanító volt Esztergom megyében, Farnadon. A Felvidék Csehszlovákiához való visszacsatolása után, magyar állampolgárként el kellett hagynia Farnadot.
Csak 1946 jan. 20-tól tudott elhelyezkedni Pencen mint az Evangélikus Iskola tanítója. Két évig az egyházi iskola tanítója volt, az államosítás után pedig az általános iskola igazgatója lett Pencen. 1952-ben elvégezte a Budapesti Tanárképző Főiskola levelező tagozatát, magyar-történelem szakon. 1973-tól a penci és rádi általános iskola közös igazgatója volt 1975-ben való nyugdíjba vonulásáig.
2004-ben, 89 évesen érte a halál.

## Munkássága
Pencen töltött évei alatt a helyi általános iskola egyik helyiségében megalapította a helytörténeti múzeumot, amelynek anyagát 1948 és 1952 között gyűjtötte egybe a két vármegye, Pest és Nógrád határán fekvő Cserhát-vidék községeinek (Penc, Rád, Csővár, Kosd) levéltári, régészeti, néprajzi, irodalmi emlékeiből.
A penci Falumúzeum - az elsők egyike az országban -1960-ban költözhetett mai helyére, a község legrégebbi épületébe. A gyűjtemény, amelynek kiállítását 1960 és 2001 között több mint hetvenezren keresték fel, Petőfi-relikviát is őriz: a költő Koltón használt dohányszitáját.
Jakus Lajost az irodalomtörténet-írás elsősorban Petőfi-kutatóként tartotta számon. Petőfi Sándor háromszor is járt Pencen. Először aszódi diákként, 1835 karácsonyán téli vakációra érkezett ide, osztálytársaival együtt, az ő hívásukra, de egyúttal felkereste nagynénjét is, az itt gazdaasszonyként szolgáló özvegy Benczurné Hruz Évát. Az 1838. őszi látogatása a penci szüret idejére; október második felére esett, ahová már selmeci diákként jött. Harmadszor pedig 1843 nyarán Gödöllőn fordító munkát végezve tett kirándulást Pencre.
Abban, hogy a község mára elismert Petőfi-emlékhely lett, nagy szerepe volt Jakus Lajosnak is. De nem csak ebben: azokban az években még szó sem lehetett arról, hogy bárki szlovákiai közgyűjteményekben, kivált egyházi forrásokban magyarországi kutatóként vizsgálódjék, Jakus Lajos hétvégeken, szünidőben fölpattant motorkerékpárjára, és nemcsak a közeli falvakban gyűjtött falumúzeuma számára, hanem (átlépve az országhatárt) fölkereste a felvidéki parókiákat is anyaggyűjtés céljából. így szaporodtak a Petrovics és a Hruz család anyakönyvi adatai a lutheránus matrikulák másoknak hozzáférhetetlen rovataiból. Dienes András mellett főleg neki köszönhető, hogy a családfát ma a dédszülőkig tudjuk - nem-nemes létükre is - visszavezetni. Eközben, persze, neki is hadakoznia kellett a legendákkal: a "szerb" kocsmáros-apáról meg a nemesi származásról.
Petőfi kutatásait a Pest megyei Múzeumigazgatóság évkönyvében összegezte, két nagy tanulmányban: Petőfi családja, Életképek Petőfi diák- és ifjúkorából (Studia Comitatensia Pestiensis 19. kötet, Szentendre, 1989). Ismeretük nélkül érvényes Petőfi-életrajz sem most, sem a jövőben nem készíthető.
Falutörténeti monográfiái mellett több mint hatvan tanulmányában, cikkében forráskutató alapossággal tárta fel és írta meg régi prédikátorok, iskolamesterek, kuruc tábori papok, hajómalom-molnárok, szűrszabók, tiszttartók és egyszerű parasztcsaládok történetét. Tőle tudjuk azt is például, hogy Kosdon valaha kőszénbánya működött, vagy hogy az utolsó cserháti betyárt Sisa Pistának hívták, és hogy Vácon van olyan család, amelyik 450 éves helyi múlttal dicsekedhet.

## Fontosabb munkái
- Petőfi Pencen : emlékül a költő születésének 150. évfordulójára (1972)
- Petőfi és szülei Vácon (1975)
- A tatai református egyház története. H. n., 1977. (kézirat)
- Iskolák, tanítók, tanárok a Galga völgyében a 19. század végéig (1978)
- Tanulmányok és források a Galga-vidék múltjáról (1981)
- Szécsény prókátora Buday Bornemissza Bolgár Pál - Bolgárországtól Bolgárfaluig. (Nógrád Megyei Múzeumok Évkönyve XI. Salgótarján, 1985.)
- Nagymaros mezőváros a török hódoltság után (1991)
- Református középiskola Tatán a XVII–XVIII. században. In: Évkönyv. Tata Barátainak Köre. Tata, 1994. 50–67
- A töröktől megszabadított Vác 1596-1622. Studia Comitatensia 25, 1-75. (1995)
- Mélyek a gyökerek : a váci Kurdi család 450 éves múltja (1996)
- Petőfi és a Csörföly család Pencen (1998)
- Rád község múltja, 996-1945 (1998)
- Evva Lajos és "a szent család" (1999)
- Csővár (2000)
- A török hódoltság emlékei Vácon (2001)
- Penc múltja és jelene (2002)
- Kurdi család (Vác. Önkormányzat)
- Petőfi Sándor